# 川本笑瑠
川本 笑瑠（かわもと えみる、2002年〈平成14年〉4月22日 - ）は、日本のアイドル。女性アイドルグループであるCUTIE STREETのメンバー。神奈川県出身。

## 略歴
- 2015年7月11日 - 2016年4月29日 Amorecarina Tokyo
- 2016年2月20日 - 2019年4月30日 東京CuteCute
- 2021年8月18日 - 2022年9月12日 HO6LA
- 2023年11月21日 - 2024年7月22日 KAWAII LAB.MATES
- 2024年7月30日、アソビシステムのアイドルプロジェクト『KAWAII LAB.』のアイドルグループ・CUTIE STREETのメンバーとなる[1]。

## 人物
幼い頃の夢はプリキュア、アイドル。幼稚園の年少と年中では短冊にプリキュア、年長ではアイドルと書いていた。アイドルに対して憧れてはいたものの、自分がなるとは思っていなかったと語っている。
特技は水上バイクに乗ること（小型特殊船舶免許所持）、ダイススタッキング、リボン結び。
緊張しいで泣きやすいことを短所として挙げている。
好きな食べ物はポップコーン、抹茶、牛タン、きゅうり、カスタード。

## エピソード
黒歴史は幼少期にプリキュア（ミルキィローズ）になりたい夢から、毎日ハーフツインの髪型をしており、さらにはプリキュアの衣装を身に着けて外出していた。現在も名残でハーフツインの髪型にすることが多い。
偶然にもFRUITS ZIPPERの真中まなとは出身地と誕生日が全く同じである。

## 出演

#### ネット配信
- KAWAII LAB.の超KAWAIIへの道（YouTube「テレビ朝日」）